# Luckenkopf
Der Luckenkopf ist ein bewaldeter Gipfel in den Bayerischen Voralpen. Er bildet mit 1370 m ü. NHN nördlicherseits die höchste Erhebung der Tegernseer Berge zwischen dem Lenggrieser und dem Tegernseer Tal, wird aufgrund seiner bewaldeten Lage aber selten besucht. Es führen keine markierten Wege auf den Gipfel. Lediglich die unbewirtschaftete Fockensteinhütte befindet sich in der Nähe.
Der Gipfel bildet den Tripelpunkt zwischen den Gemeindegebieten von Gaißach, Waakirchen und Bad Wiessee.
Es gibt einfache Zustiege über Forstwege bis zur Fockensteinhütte von Bad Wiessee oder Marienstein, von dort kurz weglos bis zum flach ausgeprägten und bewaldeten Gipfel.

## Galerie

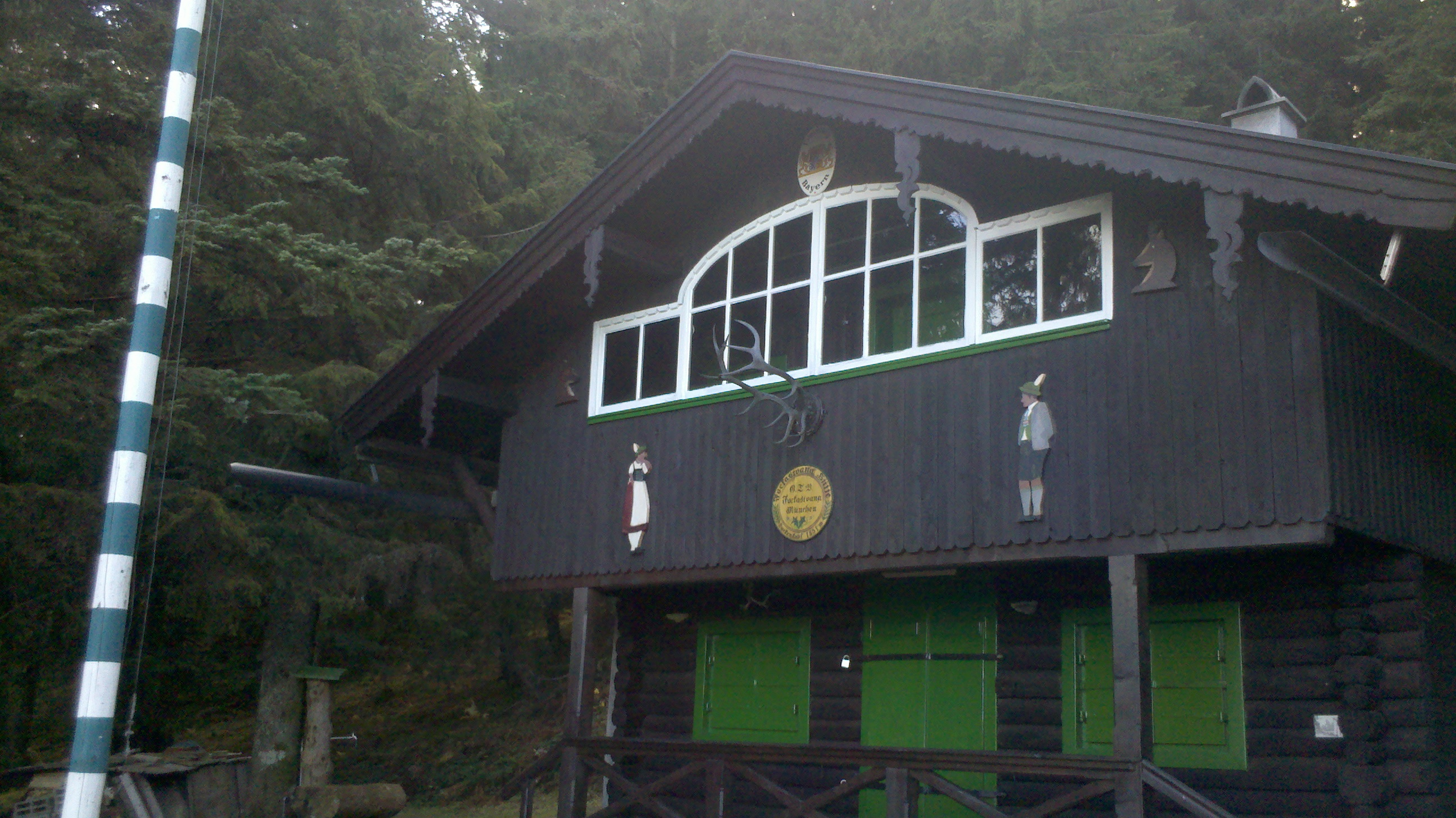
Fockensteinhütte